# Tramways du Nord
La compagnie des Tramways du Nord (TN), est une ancienne entreprise de transports en commun créée le 5 février 1874 par Simon Philippart pour exploiter le tramway de Lille. Elle met en service les premières lignes la même année mais face à des difficultés administratives et financières, elle cède l'exploitation du réseau le  9 décembre 1875 à la compagnie des Tramways du département du Nord (TDN).

## Sources

#### Monographies
- Claude Gay (préf. Alain Decaux), Au fil des trams, association Amitram, 1971 (1re éd. 1971), 383 p.